# 黄梅 (学者)
黄梅（1950年—），女，汉族，湖南永兴人，生于湖北武汉，中华人民共和国英语语言文学专家，中国社会科学院外国文学研究所研究员、英美文学研究室主任、第十一届全国政协委员。

## 生平
2008年，当选第十一届全国政协委员，代表社会科学界，分入第三十二组。

## 家庭
父亲黄克诚。